# XT-81迫擊砲
XT-81是一款60公釐口徑的手持輕型迫擊砲，由中華民國國防部聯合勤務司令部202廠（現改隸中華民國國防部軍備局生產製造中心）依據中華民國陸軍空降特戰司令部提出的作戰需求而進行開發，原型砲於1990（民國79）年完成，1992（民國81）年構型確定，並被命名為XT-81。
XT-81使用T-75式60公釐迫擊炮的砲管，砲座底部裝有十分輕巧的鋁合金底板與簡易支架，取代傳統的雙腳架。砲管上裝有可發光的簡易仰角及裝藥量—射程指示器，具有操作簡單、直覺化的效果，砲手無需繁複訓練，即能迅速瞄準並攻擊目標。砲管底部的擊發機構具有落擊、扣擊及保險三大功能。
砲身長810公釐，砲管長650公釐，全重為6.9公斤（含瞄準鏡），高低射界為正45度～正85度（2號裝藥）或15度～45度（1號裝藥）；正常射速8～15發／分，最大射速可達30發／分，其最大射程為1,093公尺，最小射程則只有100公尺。
全砲十分輕盈，且攜帶方便，能單人背負並以手持方式進行射擊，十分適合特種部隊使用。
本砲於設計完成後曾交由中華民國陸軍空降特戰司令部進行戰術測評作業，但並未獲得採購，其原因至今不明。